# Fort Laramie National Historic Site

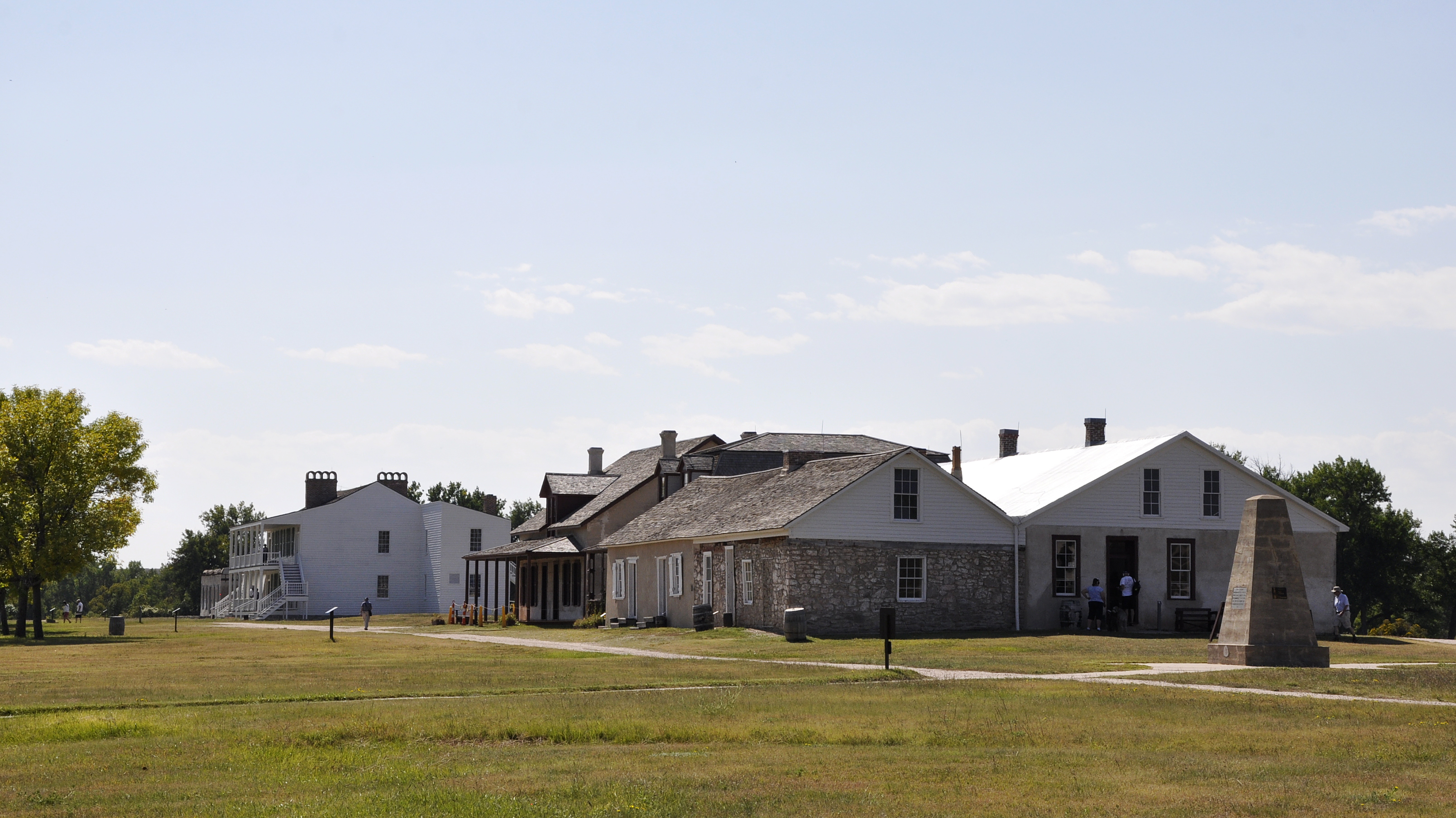
Fort Laramie

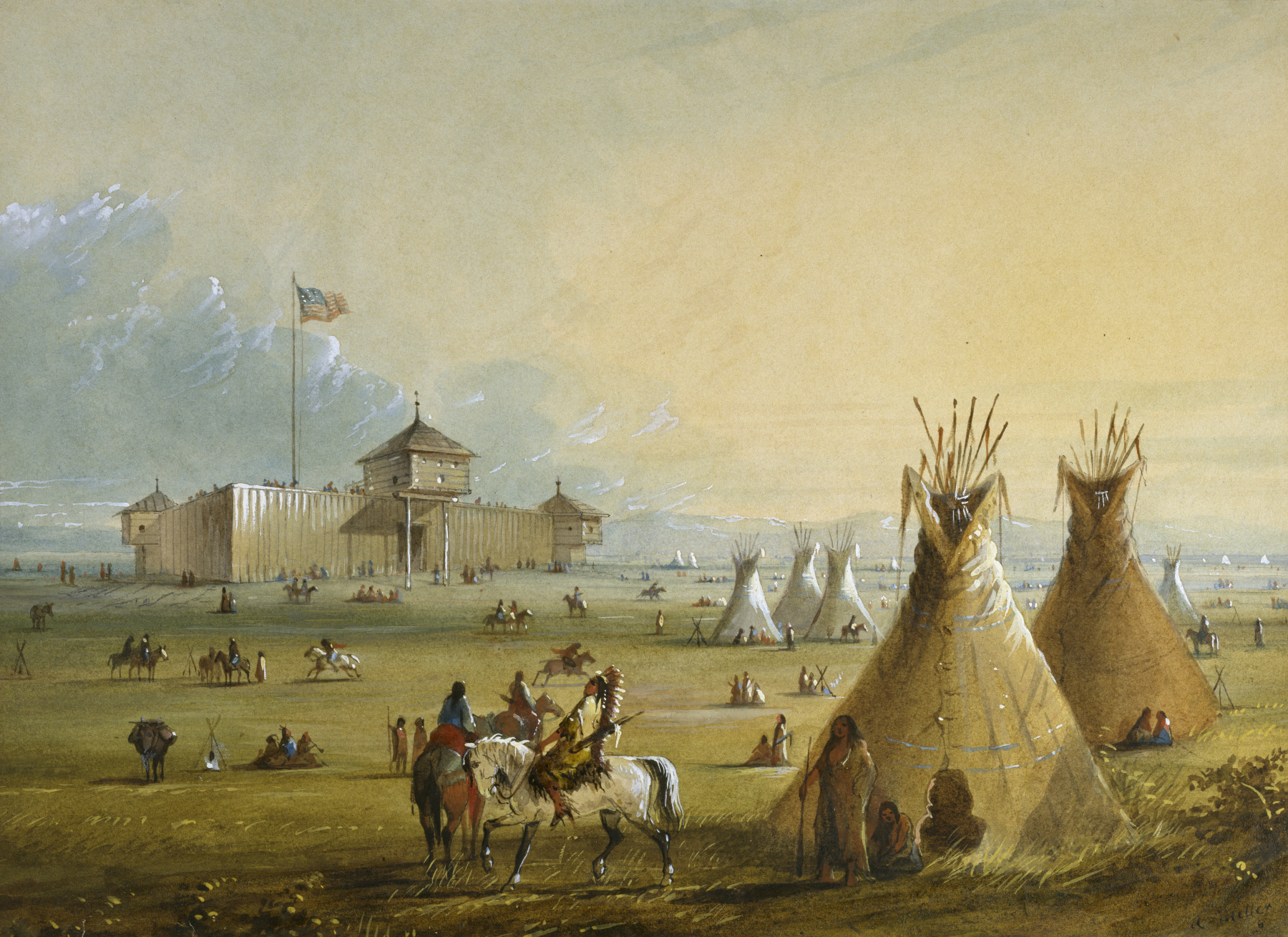
Fort William - geschilderd vanaf zijn herinnering door Alfred Jacob Miller

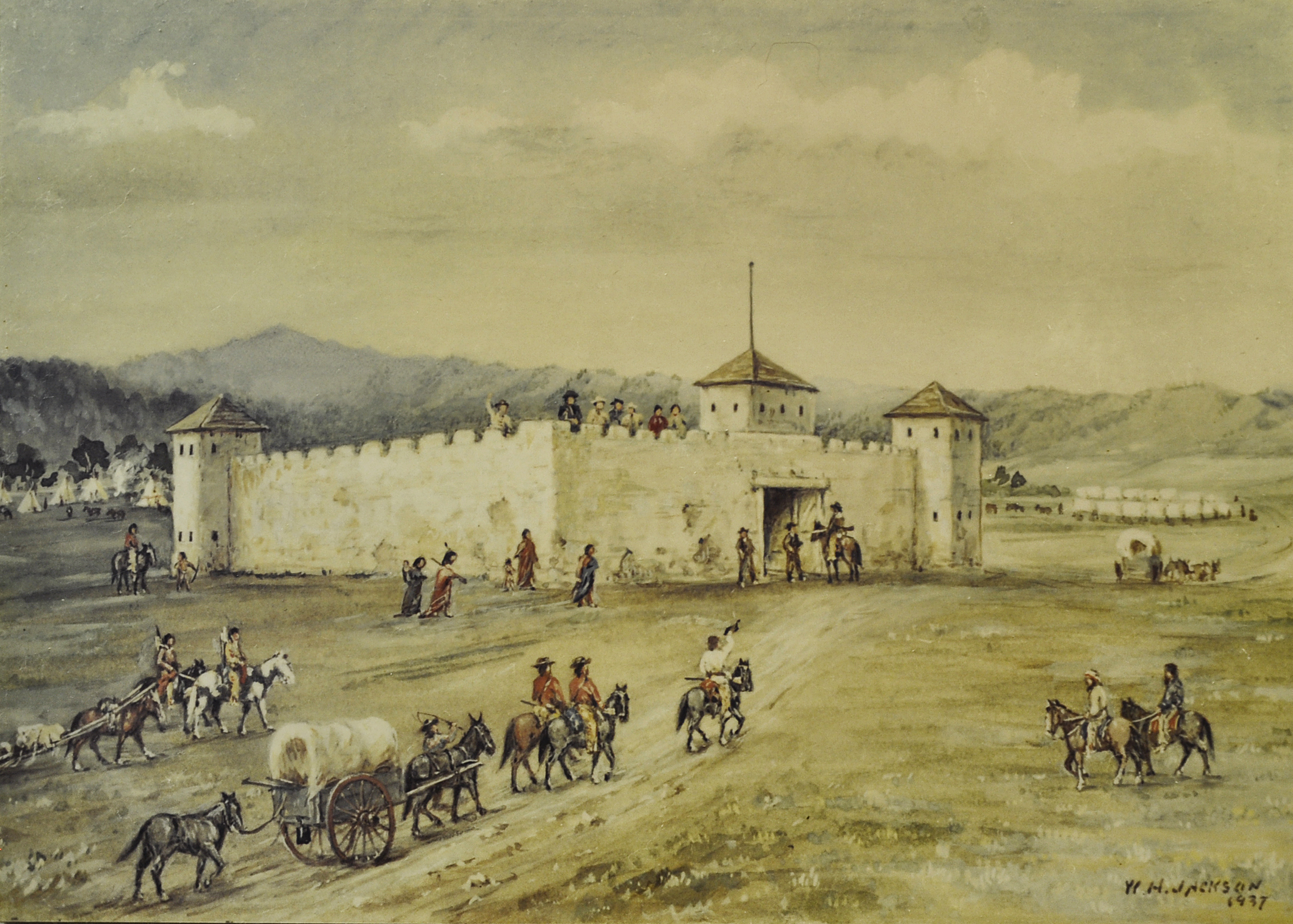
Fort John - William Henry Jackson

Fort Laramie (gesticht als Fort William en later bekend als Fort John) was tijdens de 19e eeuw een militair fort, een belangrijke handelspost en de plek van diplomatiek overleg tussen de regering van de Verenigde Staten en indianen. Het fort ligt 2 km ten zuidwesten van de plaats Fort Laramie, in het oosten van de Amerikaanse staat Wyoming. Vlakbij stroomt de Laramie River in de North Platte. De Oregon Trail liep langs deze plaats. Het fort is genoemd naar Jacques La Ramée, een Frans-Canadese trapper die zich met een aantal gezellen in de buurt vestigde. Arapaho's werden beschuldigd dat zij hem doodden rond 1820 bij de rivier die nu zijn naam draagt en dat zij zijn lichaam in een beverdam hadden gelegd. Fort Laramie is een symbool van het Wilde Westen. Het was een tijdlang een station van de Pony Express en speelde een belangrijke rol in de strijd tegen de inheemse bevolking. Hier werd het eerste verdrag van Fort Laramie in 1851 ondertekend. 

## Geschiedenis van het fort
Fort William was de eerste versterking die op deze plek in 1834 door Robert Campbell en William Sublette werd opgetrokken. Het was een rechthoekige constructie met een palissade uit populier, amper 30 m lang en 25 m breed. Boven de toegangspoort bouwde men een blokhut voorzien van een kanon. In zijn beginjaren diende het als stopplaats voor pelsjagers, mountain men en reizigers op hun trektocht naar het westen via de Oregon Trail, de California Trail en de Mormon Trail. Vanaf hier moest er nog twee derde van de tocht worden afgelegd. Het fort was op een natuurlijke manier beschermd door de twee rivieren. De Laramie River heeft anno 2015 een veel kleiner debiet dan in de voorgaande eeuwen gezien veel van zijn water wordt gebruikt voor irrigatie van akkers. In het verleden lagen er een aantal bruggen over de Laramie River. De fundering van een van hen is nog terug te vinden.
Fort John, een versterking in adobe van 55 bij 40 m, gebouwd door Mexicaanse arbeiders, kwam er in 1841 nadat Pierre Chouteau en zijn firma Fort William verwierven. Twee diagonaal tegenover elkaar gepositioneerde bastions en een grote toegangspoort zorgden voor een voor die tijd indrukwekkend geheel. Deze handelspost kon zo beter de concurrentie aan met zijn rivalen. Het kostte Piere Chouteau en consoorten ongeveer 10 000 dollar. Muren van vijf meter hoog boden bescherming voor de handelaars en ambachtslui zoals smeden, timmerlieden en zadelmakers. Lakota ruilden bizonhuiden voor afgewerkte producten. Vanaf 1840 begon het belang van de handel in bizonhuiden sterk af te nemen terwijl vanaf 1841 de trek naar het westen goed op gang kwam. Handelaars in het fort deden goede zaken bij de bevoorrading van de migranten. Deze enkele weken van intense handel konden de verliezen van de tanende pelshandel niet goedmaken. Toen het Amerikaanse leger in 1841 de eigenaars van Fort John 4 000 dollar bood werd de koop snel afgehandeld. Het leger gebruikte het oude fort als opslagplaats. Geleidelijk kwam de naam Fort Laramie in gebruik als afkorting van Fort John aan de Laramie River. In de loop van de jaren zijn een aantal gebouwen verdwenen of heropgebouwd met meer duurzame materialen. Materiaal werd gehaald van een plek genoemd Rifle Pit Hill, ongeveer 25 km ten westen van het fort, langs de huidige U.S. Route 26. 
Terwijl de Verenigde Staten zich opmaakte voor de viering van haar honderdjarig bestaan in 1876, verspreidde zich het nieuws dat er goud was gevonden in de Black Hills. Een nieuwe brug over de North Platte zorgde ervoor dat de goudzoekers hier de rivier konden oversteken. John S. Collins bouwde een hotel - The Rustic - binnen het fort dat ook als hoofdkwartier diende voor de Cheyenne and Black Hills Stage Company.
Hier staat een gedenksteen als herinnering aan het Fettermangevecht en John Portuguee Phillips die te paard om versterking van Fort Phil Kearny naar Fort Laramie reed. Hij legde de afstand van 380 km in vier dagen af (22 tot 25 december 1866) door een sneeuwstorm en temperaturen onder het vriespunt. Het paard bezweek kort na aankomst zo wordt beweerd, alhoewel er geen bewijs is of Phillips onderweg wel of niet van paard wisselde.

## Fort Laramie en zijn bewoners
Een van de opvallende gebouwen is Old Bedlam (oud gekkenhuis), het houten gebouw uit 1849 waar de ongehuwde officieren sliepen en die het nodige kabaal maakten. Een tijdlang bevolkten gehuwde officieren het en diende Old Bedlam als postkantoor. Het is het oudste gebouw in Wyoming. Wat men nu Burt House noemt, gebouwd in 1888, was een onderkomen voor een officier en zijn gezin. Het is een woning met een houten dak en een verdieping.
Sutler's store (winkel van een marketentster) was een winkel, gebouwd in 1849, maar in 1883 is het gebouw er niet meer. In dat jaar bouwde men aaneengesloten een nieuwe winkel, een mess voor de officieren, een opslagplaats en een drankgelegenheid met biljartzaal.
In 1849 leed een vijfde van het garnizoen aan scheurbuik. Het leger promootte de aanleg van groentetuinen binnen het fort om het karig rantsoen van de soldaten aan te vullen. Iedere compagnie kreeg zijn stuk grond toegewezen. Vroege vorst in de herfst, late vorst in de lente, hagelbuien en sprinkhanen teisterden de gewassen. In 1886 brachten ze in totaal toch meer dan 10 000 kilogram groente voort. Een waterwiel op de Laramie River en irrigatiekanalen zorgden voor de bevloeiing van de akkers. De opbrengst was aanleiding voor competitie tussen compagnieën zodat soldaten ze moesten bewaken.
Aan de noordelijke zijde stond een hospitaal gebouwd in 1875, waarvan anno 2015 alleen nog ruïnes overblijven. Een operatiekamer of laboratorium waren niet voorhanden, maar wel een zaal met twaalf bedden. Er zijn sterke aanwijzingen dat het hospitaal midden in een begraafplaats ligt van pelsjagers, en soldaten die hier tot 1868 werden begraven.

### Wasvrouwen en voermannen
Vanaf 1802 nam het Amerikaans leger wasvrouwen in dienst. Het waren meestal immigranten van Ierse afkomst. Vanaf de leeftijd van dertien mocht zij wassen voor gemiddeld 20 soldaten waarvoor zij een loon, voeding, onderdak en medische zorg ontvingen. Extra inkomen bekwamen ze via helpen in de keuken en bij het verstellen van kledij. Ongehuwde officieren betaalden driemaal zoveel als een soldaat en gehuwde officieren zesmaal zoveel voor het doen van hun wasgoed. Het kostte het leger handenvol geld om de wasvrouwen in dienst te houden en congresleden hadden moeite met de grote kosten. Tegen 1880 waren er nog weinigen in dienst. Hun aanwezigheid veroorzaakte overlast. Om die te beteugelen werden soldaten en onderofficeren verwittigd dat wie zich zonder reden in hun buurt ophield, zou worden gearresteerd.
De kwartiermeester, die zich onder meer met de bevoorrading bezighield, had in 1875 52 voermannen in dienst. Zij zorgden voor de aanvoer van alles wat het fort en zijn bewoners nodig had. Stallen voor paarden, muildieren en ossen, magazijnen en werkplaatsen voor smeden, wagenmakers, schilders, timmerlieden en hoefsmeden verrezen binnen de perimeter van Fort Laramie. Tolken, bedienden, een telegraafoperator, een zadelmaker en ingenieur vulden het bonte gezelschap aan.

### Het militaire gerecht
Vroeg of laat kwamen de meeste soldaten in conflict met hun superieuren. Het overgrote deel werd bestraft  met vervelende karweien. Vooral na het uitbetalen van de soldij dat resulteerde in de aankoop van alcohol kwam het vaak tot vuistgevechten. Voor het militair gerecht verscheen men bij verlies of verkoop van staatsgoederen, grof taalgebruik, ongegronde afwezigheid en inbreuken tegen de discipline. Dan volgden boetes, opsluiting of hard labeur als straf. Voor de Amerikaanse Burgeroorlog werd er harder gestraft. Ophangen aan de duimen, rondjes lopen met zware ransels op de rug, zweepslagen of brandmerken moesten de soldaten in het gareel houden.

## Tussen 1879 en 1890
Deze periode was de gouden tijd van het fort en zijn bewoners. De officieren kregen straatverlichting en stoepen bij hun woning. Gebouwen in adobe werden vervangen door nieuwe, opgetrokken uit een mengsel van grout en kalk. Alles wees op een blijvende aanwezigheid. De soldaten werden bezig gehouden met routinekarweien en nog zelden met een militaire oefening in het veld. De officieren hielden zich bezig met jagen, vissen, picknicken en activiteiten in de theaterzaal. Het echte Victoriaanse leven kwam er aan toen men een kopstation bouwde, op amper 50 km van het fort. Het eerste teken van het naderend verval kwam toen de cavalerie in 1883 het fort verliet en enkel infanteristen er nog dienstdeden. De aanleg in 1886 van een nieuwe spoorweglijn bij Fort Robinson in Nebraska was de doodsteek voor Fort Laramie. In 1889 kwam het bevel om de Grand Old Post te verlaten. In 1890 werd Wyoming een staat en in hetzelfde jaar vond het laatste grote conflict tussen blanken en indianen plaats, gekend als het Bloedbad van Wounded Knee. De superintendant van de United States Census verklaarde in hetzelfde jaar dat het Wilde Westen niet langer bestond.

## Fort Laramie en beroemdheden uit het Wilde Westen
Red Cloud, Spotted Tail, Buffalo Bill, Wild Bill Hickock, Jim Bridger, Calamity Jane en de generaals Sheridan, Crook en Sherman waren ooit binnen de muren van Fort Laramie.

## Afbeeldingen

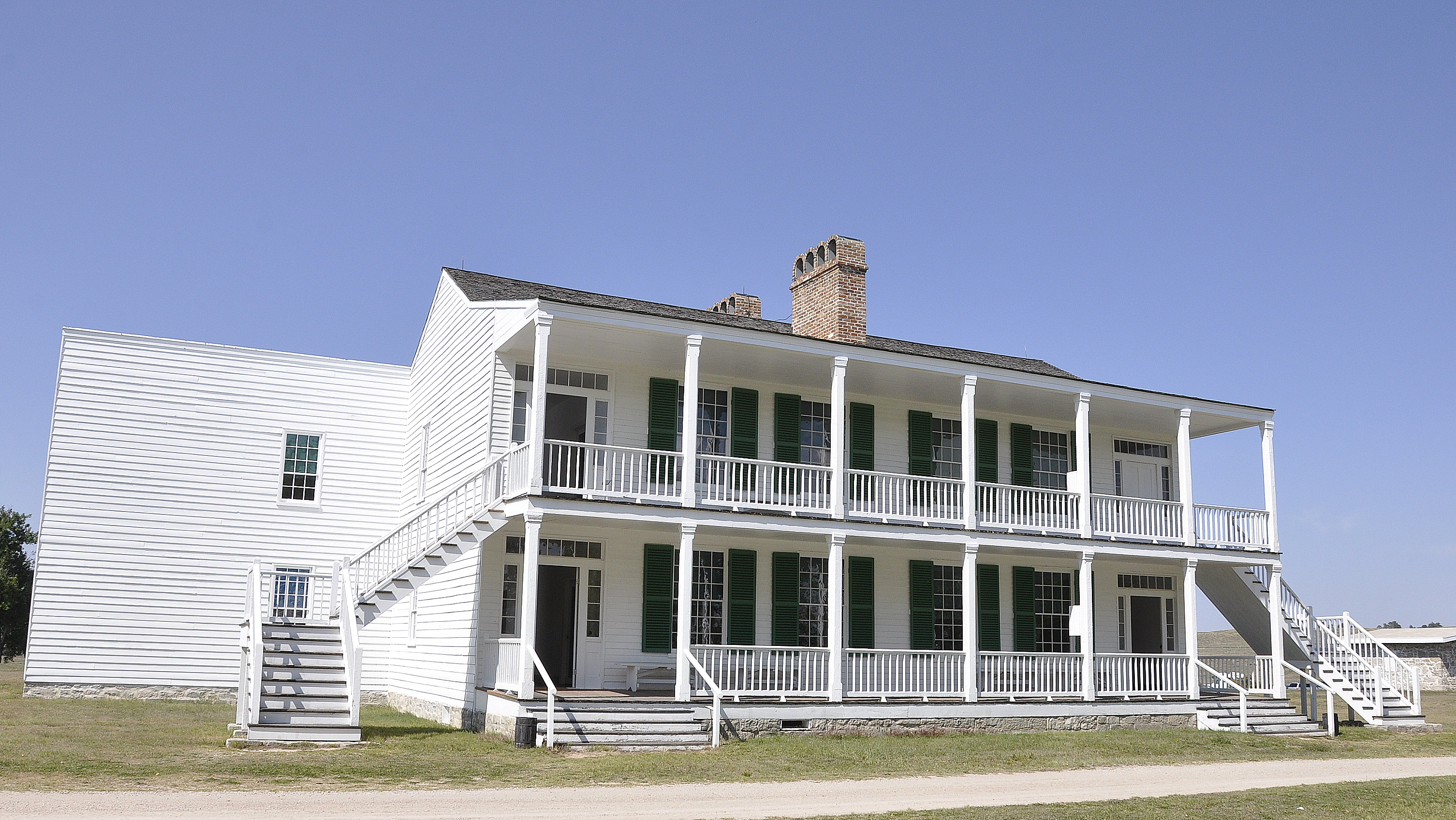
Old Bedlam, gebouwd in 1849
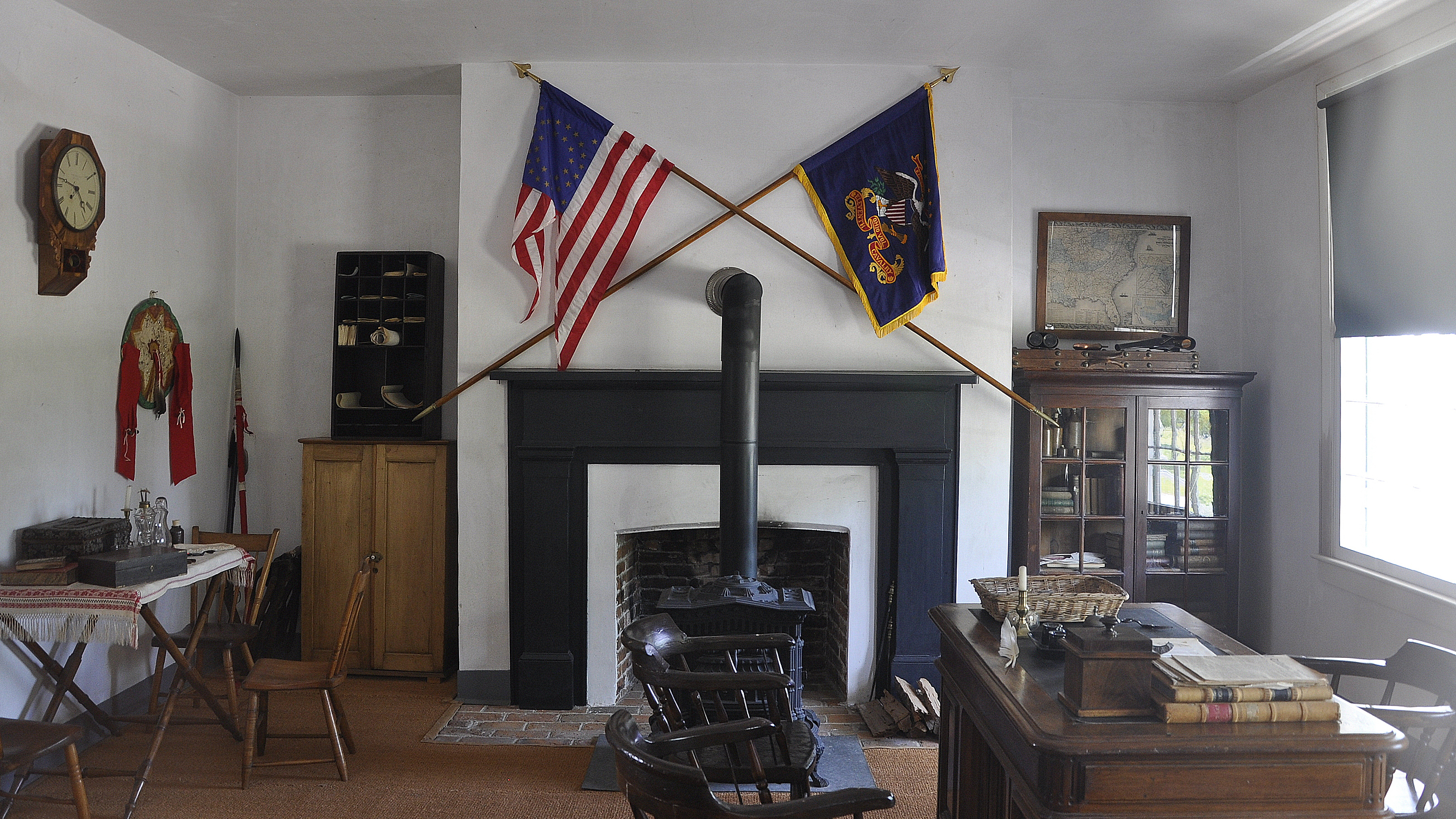
Old Bedlam
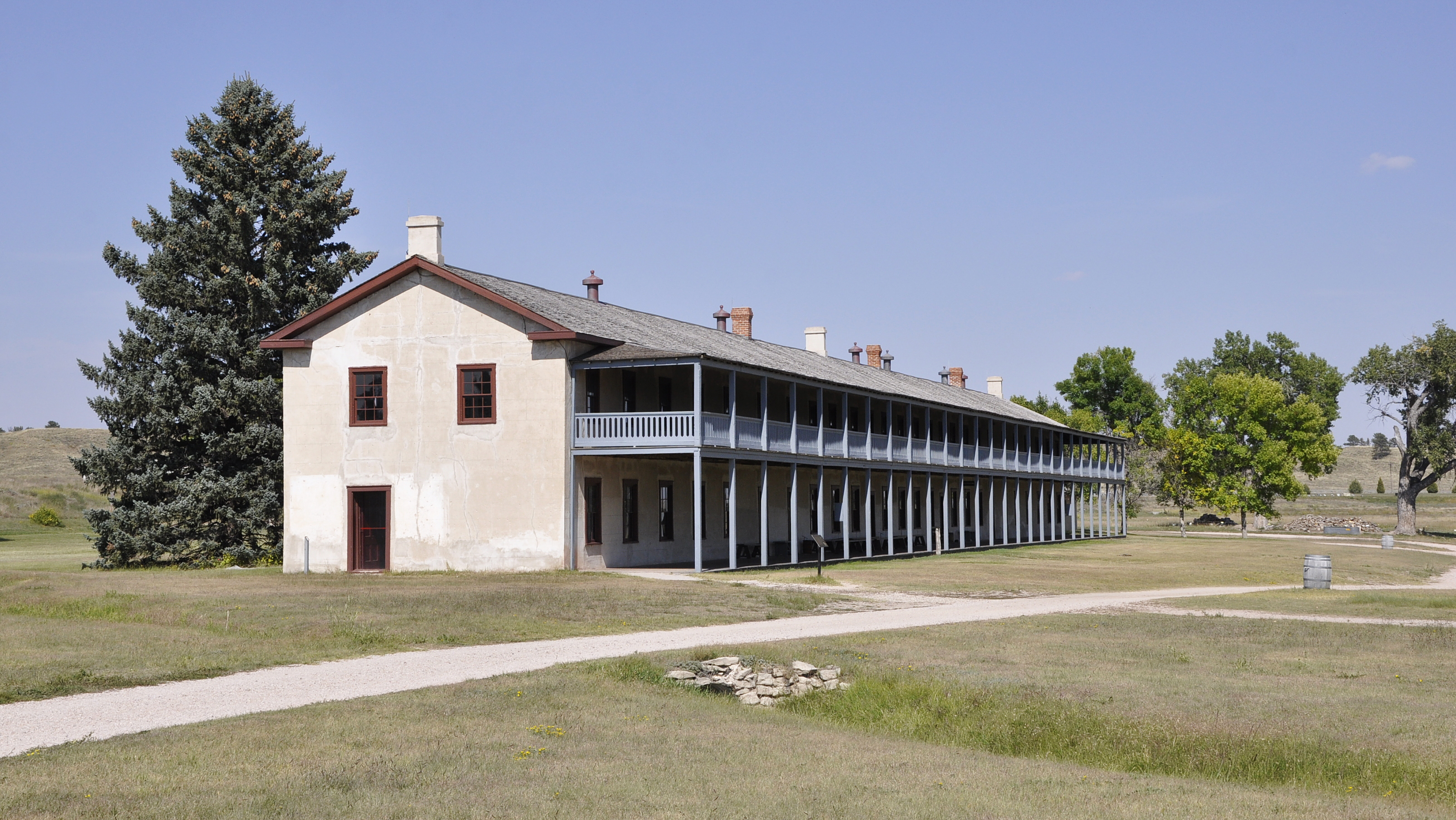
Barak voor de cavalerie
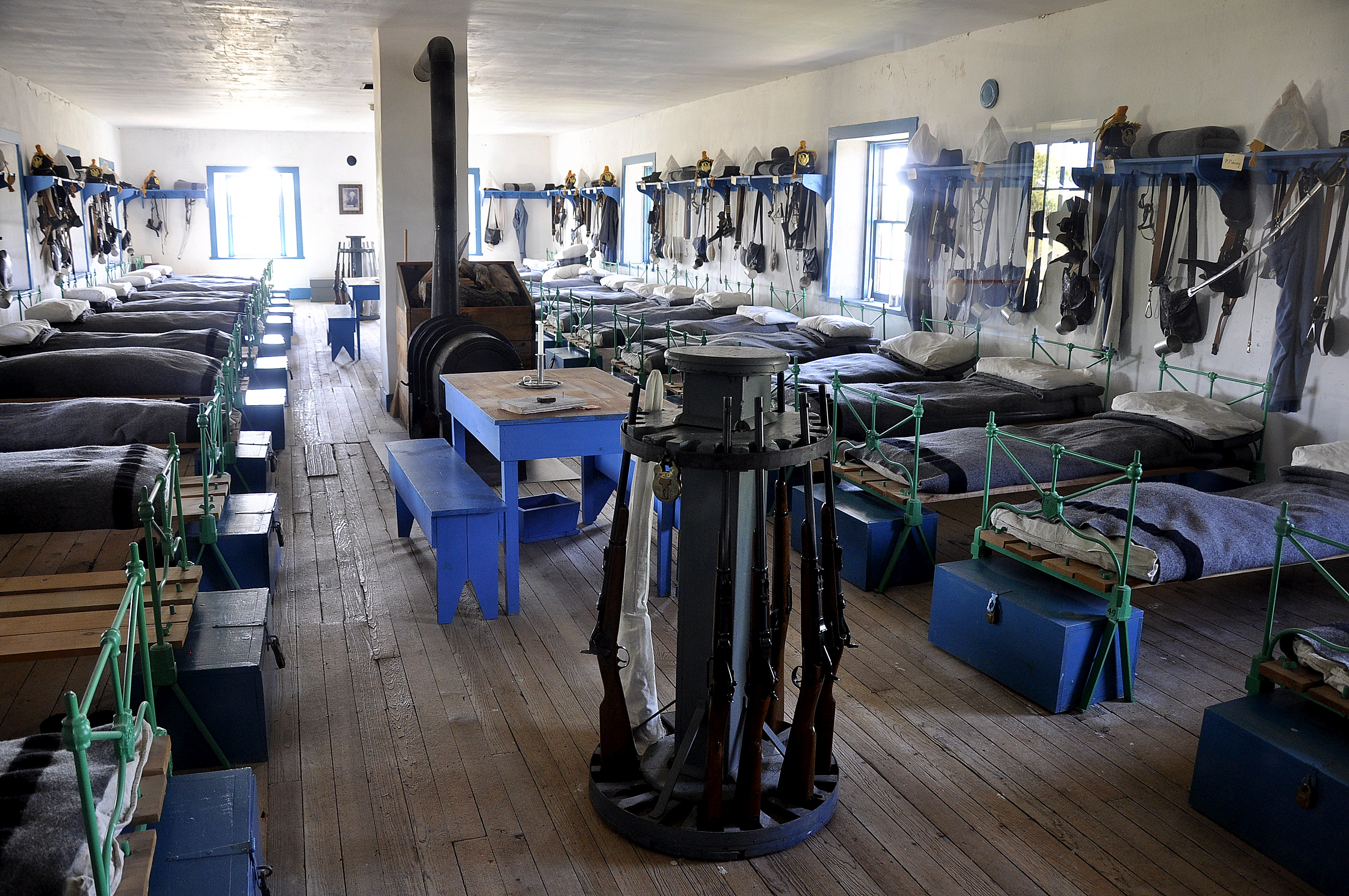
In de cavaleriebarak
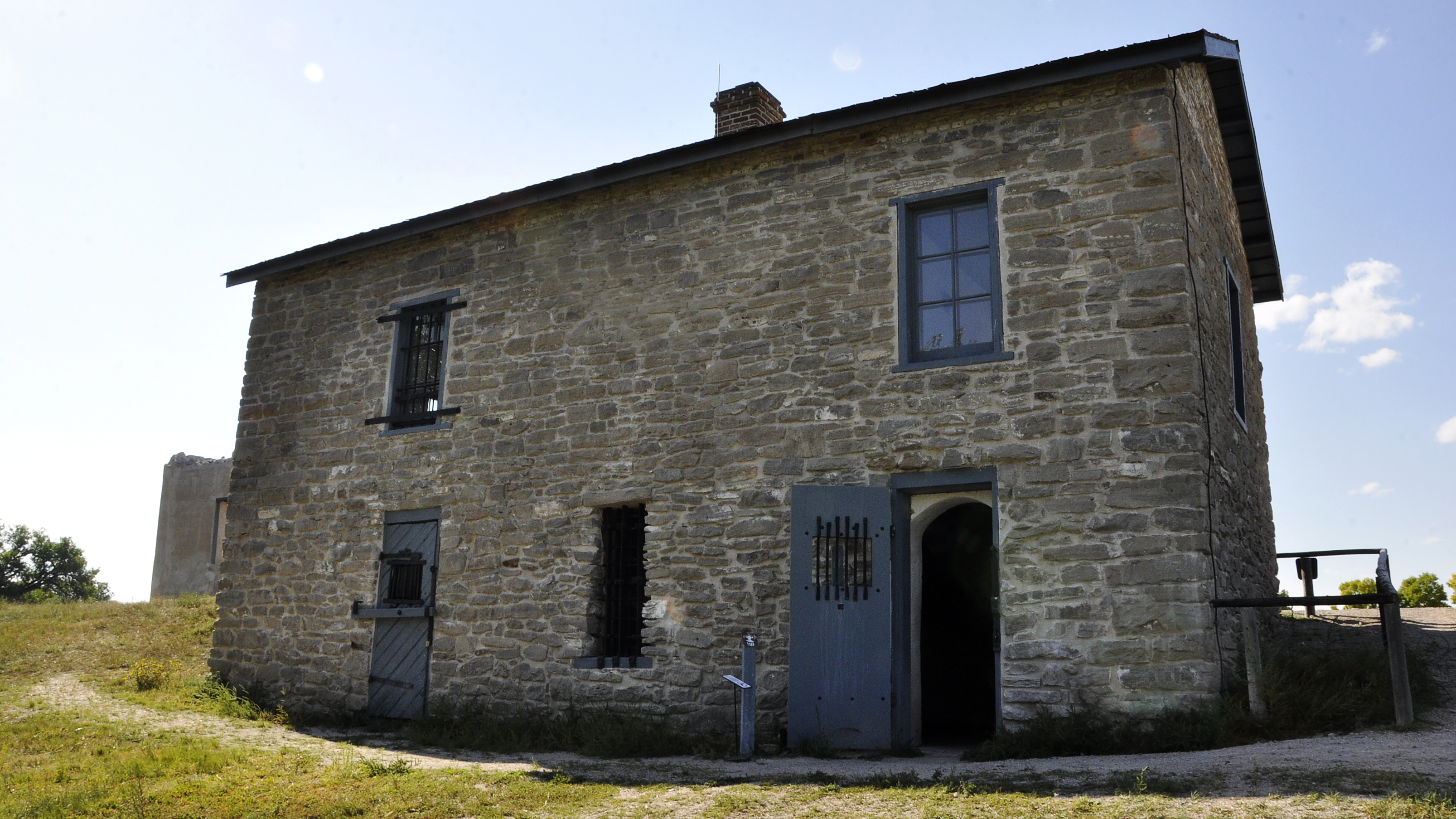
Het wachthuis met cellen
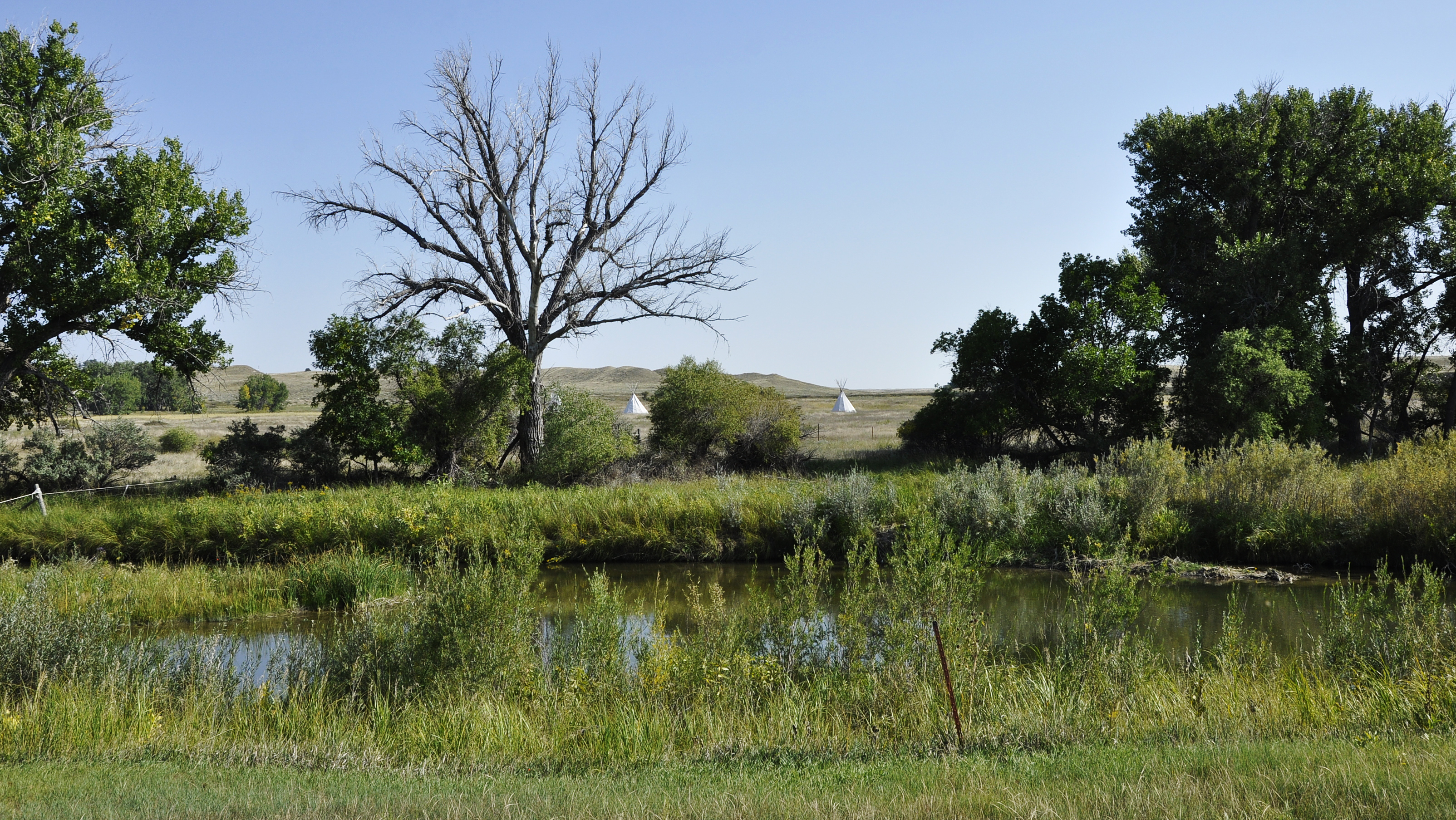
De plek met tenten aan de overzijde van de Laramie River waar het eerste verdrag in 1851 werd ondertekend